# Campionati del mondo di mountain bike 2020
I Campionati del mondo di mountain bike 2020 (en.: 2020 UCI Mountain Bike World Championships), trentunesima edizione della competizione, si sono svolti a Leogang, in Austria, dal 7 all'11 ottobre.
Sono stati assegnati quindici titoli in tre specialità della mountain bike: il cross country (sette titoli), il downhill (quattro titoli) e l'E-Bike (due titoli).

## Eventi
Mercoledì 7 ottobre
- Cross country staffetta a squadre
- E-MTB Cross country maschile
- E-MTB Cross country femminile

Giovedì 8 ottobre
- Cross country femminile Junior
- Cross country maschile Junior

Venerdì 9 ottobre
- Cross country maschile Under-23

Sabato 10 ottobre
- Cross country femminile Under 23
- Cross country femminile Elite
- Cross country maschile Elite

Domenica 11 ottobre
- Downhill femminile Junior
- Downhill maschile Junior
- Downhill femminile Elite
- Downhill maschile Elite

## Medagliere
Vengono assegnate 39 medaglie in 13 gare.
| Pos.   | Nazione       | Oro | Argento | Bronzo | Totale |
| ------ | ------------- | --- | ------- | ------ | ------ |
| 1      | Francia       | 6   | 2       | 4      | 12     |
| 2      | Gran Bretagna | 3   | 1       | 1      | 5      |
| 3      | Svizzera      | 1   | 3       | 3      | 7      |
| 4      | Austria       | 1   | 2       | 0      | 3      |
| 5      | Germania      | 1   | 1       | 0      | 2      |
| 6      | Irlanda       | 1   | 0       | 0      | 1      |
| 7      | Italia        | 0   | 2       | 0      | 2      |
| 8      | Ungheria      | 0   | 1       | 0      | 1      |
| 8      | Stati Uniti   | 0   | 1       | 0      | 1      |
| 10     | Slovenia      | 0   | 0       | 1      | 1      |
| 10     | Paesi Bassi   | 0   | 0       | 1      | 1      |
| 10     | Australia     | 0   | 0       | 1      | 1      |
| 10     | Danimarca     | 0   | 0       | 1      | 1      |
| 10     | Rep. Ceca     | 0   | 0       | 1      | 1      |
| Totale | Totale        | 13  | 13      | 13     | 39     |

## Sommario dei risultati
| Eventi                                     | Oro                                                                                      | Tempo    | Argento                                                                                     | Tempo    | Bronzo                                                                                      | Tempo    |
| Gare maschili                              |                                                                                          |          |                                                                                             |          |                                                                                             |          |
| Cross country Elite dettagli               | Jordan Sarrou Francia                                                                    | 1h25'37" | Mathias Flückiger Svizzera                                                                  | a 45"    | Titouan Carod Francia                                                                       | a 55"    |
| Cross country Under-23 dettagli            | Thomas Pidcock Regno Unito                                                               | 1h08'15" | Christopher Blevins Stati Uniti                                                             | a 1'52"  | Joel Roth Svizzera                                                                          | a 3'05"  |
| Cross country Junior dettagli              | Lennart-Jan Krayer Germania                                                              | 1h16'39" | Janis Baumann Svizzera                                                                      | a 40"    | Luca Martin Francia                                                                         | a 1'24"  |
| Downhill Elite dettagli                    | Reece Wilson Regno Unito                                                                 | 3'51"243 | David Trummer Austria                                                                       | a 3"197  | Remy Thirion Francia                                                                        | a 5"953  |
| Downhill Junior dettagli                   | Oisin O'Challagan Irlanda                                                                | 4'02"142 | Daniel Slack Regno Unito                                                                    | a 2"141  | James Elliott Regno Unito                                                                   | a 10"705 |
| E-MTB Cross country maschile dettagli      | Thomas Pidcock Regno Unito                                                               | 1h01'41" | Jérôme Gilloux Francia                                                                      | a 35"    | Simon Andreassen Danimarca                                                                  | a 49"    |
| Gare femminili                             |                                                                                          |          |                                                                                             |          |                                                                                             |          |
| Cross country Elite dettagli               | Pauline Ferrand-Prévot Francia                                                           | 1h27'33" | Eva Lechner Italia                                                                          | a 3'01"  | Rebecca McConnell Australia                                                                 | a 3'01"  |
| Cross country Under-23 dettagli            | Loana Lecomte Francia                                                                    | 1h13'34" | Kata Blanka Vas Ungheria                                                                    | a 1'11"  | Ceylin del Carmen Alvarado Paesi Bassi                                                      | a 2'42"  |
| Cross country Junior dettagli              | Mona Mitterwallner Austria                                                               | 1h15'55" | Luisa Daubermann Germania                                                                   | a 1'56"  | Aneta Novotna Rep. Ceca                                                                     | a 2'36"  |
| Downhill Elite dettagli                    | Camille Balanche Svizzera                                                                | 5'08"426 | Myriam Nicole Francia                                                                       | a 3"130  | Monika Hrastnik Slovenia                                                                    | a 16"966 |
| Downhill Junior dettagli                   | Lauryne Chappaz Francia                                                                  | 5'41"502 | Sophie Gutohrle Austria                                                                     | a 46"809 | Leona Pierrini Francia                                                                      | a 53"812 |
| E-MTB Cross country femminile dettagli     | Melanie Pugin Francia                                                                    | 56'33"   | Kathrin Stirnemann Svizzera                                                                 | a 27"    | Nathalie Schneitter Svizzera                                                                | a 1'15"  |
| Gare miste                                 |                                                                                          |          |                                                                                             |          |                                                                                             |          |
| Cross country Staffetta a squadre dettagli | Francia Mathis Azzaro Luca Martin Loana Lecomte Lena Gerault Olivia Onesti Jordan Sarrou | 1h27'34" | Italia Luca Braidot Eva Lechner Filippo Agostinacchio Nicole Pesse Marika Tovo Juri Zanotti | a 1'35"  | Svizzera Luke Wiedmann Thomas Litscher Sina Frei Noelle Buri Elisa Alvarez Alexandre Balmer | a 2'06"  |